# Kazuo Miyagawa
Kazuo Miyagawa (宮川 一夫 Miyagawa Kazuo?,  Kioto, 25 de febrero de 1908 – Tokio, 7 de agosto de 1999) fue un director de fotografía japonés que trabajó con algunos de los directores más importantes de su época como Yasujirô Ozu, Akira Kurosawa, Kenji Mizoguchi o Kon Ichikawa, en algunas de sus películas más reconocidas.

## Biografía
Nacido en 1908 en Kioto (Japón), se interesó por la pintura con tinta china sumi-e desde los once años y comenzó a vender su trabajo como ilustrador cuando era adolescente. Se interesó por el cine durante la década de 1920, admirando especialmente las películas mudas del expresionismo alemán. En 1926, después de graduarse en la Escuela Secundaria de Estudios Comerciales de Kioto, se unió a la compañía cinematográfica Nikkatsu en Kioto. Comenzó a trabajar como técnico de laboratorio y luego se convirtió en asistente de cámara. Miyagawa citó la cinematografía de Eiji Tsuburaya, Hiromitsu Karasawa y Kenzo Sakai como la principal influencia en su carrera.
Después de formar Daiei Films en 1942, Miyagawa colaboró en varias películas dirigidas por Kenji Mizoguchi, incluidas Los cuentos de la luna pálida (1953), El intendente Sansho (1954) y La calle de la vergüenza (1956). Así como, en una única película de Yasujirō Ozu, La hierba errante (1959).
Miyagawa coordinó el trabajo de más de 164 camarógrafos para el documental Olimpiada de Tokio (1965) de Kon Ichikawa, un documental que requirió el desarrollo de nuevos visores y exposímetros. Anteriormente, había trabajado con Ichikawa en las películas dramáticas Enjō («Conflagración», 1958), Kagi («Extraña obsesión», 1959) y El paria (1962). Hacia el final de la Edad de Oro del cine japonés, contribuyó a media docena de películas de la serie Zatoichi, protagonizadas por el samurái ciego interpretado por Shintaro Katsu.
Como empleado de la compañía Daiei, Miyagawa tuvo pocas oportunidades de trabajar con Akira Kurosawa y sólo colaboró con él en tres películas. El operador se hizo conocido especialmente por las tomas realizadas bajo la luz del sol, que permitían obtener ricas combinaciones de luces y sombras, en particular en películas como Rashomon (1950). También trabajó con Kurosawa en las películas Yojimbo (1961) y los preparativos iniciales para Kagemusha (1980). En esta última película, Miyagawa se vio obligado a retirarse en julio de 1979 después de que ya hubiera empezado la filmación, debido a problemas de visión asociados con la diabetes que padecía, y permaneció solo como consultor.
Teruyo Nogami, asistente de Kurosawa durante mucho tiempo, lo consideraba «una persona muy escrupulosa», que «amaba su trabajo más que a nada en este mundo» y estaba constantemente interesado en la opinión del cineasta sobre su trabajo. Al escuchar esto, Kurosawa dijo que estaba satisfecho con el trabajo de Miyagawa al «100% [...] más del 100%». Miyagawa describió la relación del director con el camarógrafo de esta manera: «El director y el camarógrafo son como marido y mujer. Puede que sea anticuado, pero ese es el enfoque que siempre he tenido».
Exploró las cualidades del color en diversas películas como El héroe sacrílego (1955) de Mizoguchi, Zatoichi y el cofre de oro (1964) de Kazuo Ikehiro y Silencio (1971) de Masahiro Shinoda, basada en la novela del mismo título de Shûsaku Endô —que posteriormente también adaptó Martin Scorsese en su película de 2016, Silencio—, así como La balada de Orin (1977) y Gonza el lancero (1986) de Shinoda. Al final de su vida estaba supervisando la película, El castillo de la lechuza («Fukuro no Shiro», 1999).
Miyagawa es considerado el inventor de la técnica cinematográfica conocida como bleach bypass (literalmente transición de lejía, una técnica de revelado mediante la cual se obtiene un mayor control sobre la saturación y la tonalidad. El efecto es el de proyectar un brillo plateado sobre la imagen en color, un aspecto que se ha utilizado en innumerables películas desde entonces), que creó para la película de Ichikawa, Su hermano (1960).
Murió en Tokio el 7 de agosto de 1999 a la edad de 91 años.

## Filmografía (parcial)

Los amantes crucificados (1954)

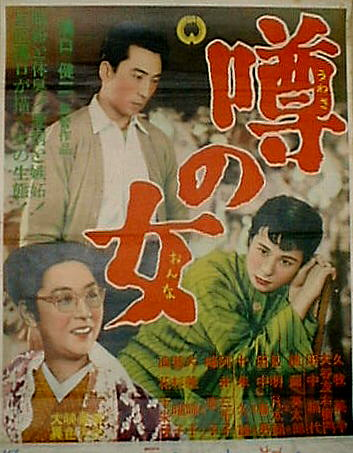
La mujer crucificada (1954)

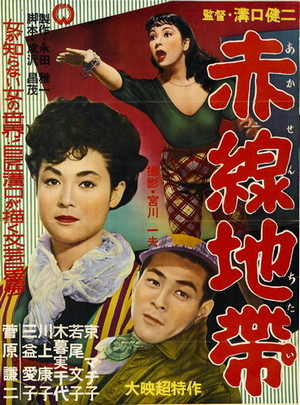
La calle de la vergüenza (1956)

Yojimbo (1961)

| Año  | Título | Director         | Notas      |
| ---- | --- | ---------------- | ---------- |
| 1939 | Singing Lovebirds (鴛鴦歌合戦 Oshidori utagassen?)                                                                                               | Masahiro Makino  |            |
| 1950 | Rashomon (羅生門 Rashōmon?) | Akira Kurosawa   |            |
| 1951 | La señorita Oyu (お遊さま Oyū-sama?) | Kenji Mizoguchi  |            |
| 1953 | Los cuentos de la luna pálida (雨月物語 Ugetsu Monogatari?)                                                                                      | Kenji Mizoguchi  |            |
| 1953 | Los músicos de Gion (祇園囃子 Gion Bayashi?) | Kenji Mizoguchi  |            |
| 1954 | La mujer crucificada (噂の女 Uwasa no onna?) | Kenji Mizoguchi  |            |
| 1954 | El intendente Sansho (山椒大夫 Sanshō Dayũ?) | Kenji Mizoguchi  |            |
| 1954 | Los amantes crucificados (近松物語 Chikamatsu Monogatari?)                                                                                       | Kenji Mizoguchi  |            |
| 1955 | El héroe sacrílego (新・平家物語 Shin Heike Monogatari'?)                                                                                        | Kenji Mizoguchi  |            |
| 1956 | La calle de la vergüenza (赤線地帯 Akasen chitai?)                                                                                               | Kenji Mizoguchi  |            |
| 1957 | El amor de una princesa (朱雀門 Suzakumon?) | Kazuo Mori       |            |
| 1958 | Enjo (炎上 Enjō?) | Kon Ichikawa     |            |
| 1958 | Benten kozô (弁天小僧 Benten Kozō?) | Daisuke Itō      |            |
| 1959 | Extraña obsesión (鍵 Kagi?) | Kon Ichikawa     |            |
| 1959 | La hierba errante (浮草 Ukigusa?) | Yasujirō Ozu     |            |
| 1960 | Scar Yosaburo (切られ与三郎 Kirare Yosaburō?) | Daisuke Itō      |            |
| 1960 | Su hermano (おとうと Otōto?) | Kon Ichikawa     |            |
| 1961 | Yojimbo (用心棒 Yōjinbō?) | Akira Kurosawa   |            |
| 1964 | Zatoichi y el cofre de oro (座頭市千両首 Zatōichi senryō-kubi?)                                                                                  | Kazuo Ikehiro    |            |
| 1965 | Olimpiada de Tokio (東京オリンピック Tōkyō Orinpikku?)                                                                                           | Kon Ichikawa     | Documental |
| 1966 | La venganza de Zatoichi (座頭市の歌が聞える Zatōichi no uta ga kikoeru?)                                                                         | Tokuzō Tanaka    |            |
| 1967 | Zatoichi el forajido (座頭市牢破り Zatōichi rōyaburi?)                                                                                           | Satsuo Yamamoto  |            |
| 1967 | Un cierto asesino (ある殺し屋 Aru Koroshiya?) | Kazuo Mori       |            |
| 1968 | Zatoichi y los fugitivos (座頭市果し状 Zatōichi hatashijō?)                                                                                      | Kimiyoshi Yasuda |            |
| 1970 | Zatoichi contra Yojimbo (座頭市と用心棒 Zatōichi to yōjimbō?)                                                                                    | Kihachi Okamoto  |            |
| 1970 | Zatoichi va al festival del fuego (座頭市あばれ火祭り Zatōichi abarehimaturi?)                                                                   | Kenji Misumi     |            |
| 1972 | El lobo solitario y su cachorro: el corazón de un padre, el corazón de un hijo (子連れ狼 親の心子の心 Kozure Ōkami: Oya no kokoro ko no kokoro?) | Buichi Saito     |            |
| 1974 | MacArthur's Children (瀬戸内少年野球団 Setouchi Shōnen Yakyū-dan?)                                                                               | Masahiro Shinoda |            |
| 1977 | La balada de Orin (はなれ瞽女おりん Hanare goze Orin?)                                                                                           | Masahiro Shinoda |            |
| 1986 | Gonza el lancero (近松門左衛門 鑓の権三 Yari no gonza?)                                                                                          | Masahiro Shinoda |            |